# Epichoristodes acerbella
Epichoristodes acerbella es una especie de polilla del género Epichoristodes, tribu Archipini, familia Tortricidae. Fue descrita científicamente por Walker en 1864.

## Distribución
La especie se distribuye por Sudáfrica y Zimbabue.